# Kessel (Donau)
Die Kessel ist ein fast 41 Kilometer langer, insgesamt etwa ostwärts laufender Fluss in den bayerischen Landkreisen Donau-Ries und zwischendurch Dillingen an der Donau auf der Riesalb und später im Donautal, der bei Donauwörth von links in die Donau mündet.

## Geographie

### Verlauf
Die Kessel entspringt am Hungerberg bei Aufhausen in der Gemeinde Forheim und fließt zunächst in Richtung Ostsüdosten. Ab dem Bissinger Ort Diemantstein fließt sie in engen Talmäandern nach Nordosten am Sonnenberg und Judenberg vorbei bis zur Mönchsdegginger Ortschaft Untermagerbein, wendet sich dort nach Südosten und erreicht auf fast gerader Tallinie erst Bissingen selbst, danach in nur leicht geschlungener Donaumünster am linken Donauufer. Ab hier fließt sie der Donau entlang nach Ostnordosten. Zuletzt mündet sie bei Donauwörth in die Donau.
Auf ihrem Weg zur Mündung fließt die Kessel meist durch landwirtschaftlich genutzte Flächen, durchquert aber auch einige Ortschaften, wie Amerdingen, Bissingen, Donaumünster und Erlingshofen. Das Kesseltal ist besonders auf seinem mäandrierenden Abschnitt zwischen Thalheim und Untermagerbein landschaftlich sehenswert.

### Einzugsgebiet

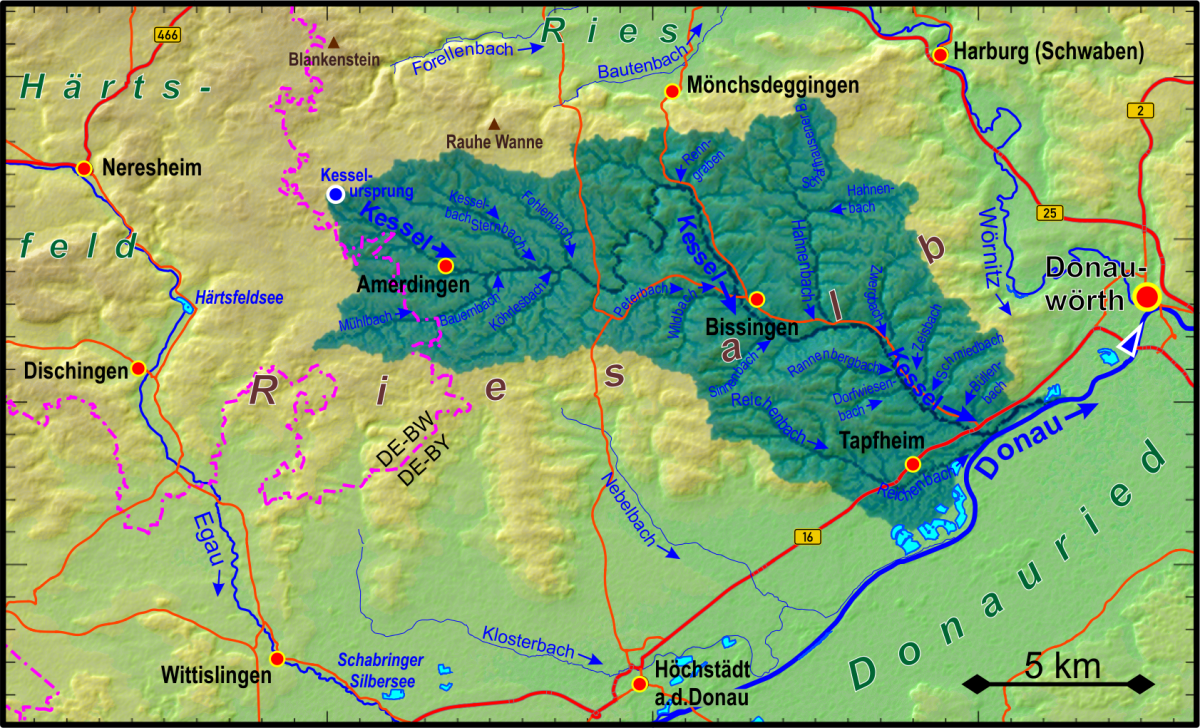
Einzugsgebiet der Kessel

Die Kessel entwässert eine Fläche von 174,6 km² etwa ostsüdöstlich zur Donau. Das Einzugsgebiet liegt im oberen Teil im nach ihr benannten Unterraum Kesselbachmulde des Naturraums Riesalb, im unteren Teil weit überwiegend im angrenzenden Unterraum Liezheimer Alb. Erst kurz bevor sie den Donaudamm bei Donaumünster erreicht, tritt sie in den Naturraum Donauried ein, in einem schmalen Randstreifen von welchem sie von dort bis zur Mündung in Donauwörth neben der Donau einherfließt. Der höchste Punkt im Einzugsgebiet liegt am Nordrand auf einer anscheinend namenlosen Erhebung mit einem Wasserreservoir nördlich von Bollstadt, wo 615 m ü. NHN erreicht werden.
Angrenzende Einzugsgebiete sind reihum im Norden das Teileinzugsgebiet der zur Wörnitz entwässernden Eger, im Osten das unter deren Zumündung liegende Teileinzugsgebiet der Wörnitz, welche wenig unterhalb der Kessel in die Donau mündet. Hinter der niedrigeren südlichen Wasserscheide entwässert neben anfangs der Donau selbst und dann kleineren Gewässern nacheinander die Donauzuflüsse Klosterbach und Egau mit ihren Zuflüssen das Gelände. Die obere Egau konkurriert auch jenseits der westlichen Wasserscheide.
Das Einzugsgebiet liegt weit überwiegend in Bayern, am Oberlauf in den Gemeinden Forheim und Amerdingen des Landkreises Donau-Ries; zwischen den beiden reicht auch ein Gebietsanteil der Gemeinde Dischingen im baden-württembergischen Landkreis Heidenheim bis ans rechte Ufer. Der Mittellauf und das mittlere Einzugsgebiet gehört danach fast ganz zum Markt Bissingen im Norden des bayerischen Landkreises Dillingen an der Donau, ausgenommen allein den Bereich um den äußersten Nordbogen des Flusses bei Untermagerbein, der zu Mönchsdeggingen im Landkreis Donau-Ries gehört. Weiter abwärts nach dem Hauptort von Markt Bissingen teilt sich das Einzugsgebiet des Unterlaufs in einen größeren Anteil der Gemeinde Tapfheim und einen kleineren der Stadt Donauwörth, beide wieder im Landkreis Donau-Ries.

### Zuflüsse und Seen
Liste der Zuflüsse und  Seen von der Quelle zur Mündung. Mit Gewässerlänge, Seefläche, Einzugsgebiet und Höhe. Andere Quellen für die Angaben sind vermerkt.
 Auswahl.
Quelle Kesselursprung der Kessel auf etwa 560 m ü. NHN im Waldhanggewann Hungerberg etwa 2,0 km südwestlich der Ortsmitte des Pfarrdorfs Aufhausen der Gemeinde Forheim im Landkreis Donau-Ries. Das Gewässer fließt zunächst ostsüdöstlich.
- (Zufluss), von links und Nordwesten auf 514 m ü. NHN an der Gemeindegrenze zu Amerdingen gegenüber Seelbronn, ca. 1,7 km und ca. 1,6 km². Entsteht auf etwa 546 m ü. NHN wenig westlich von Aufhausen im Gewann Hörnle zwischen Feldern und Wiesen.
Ab diesem Zufluss zieht die Kessel ungefähr östlich.
- Sonderbach, von rechts und Westen auf etwa 491 m ü. NHN am unteren Ortsrand von Amerdingen, ca. 2,4 km und ca. 3,2 km². Entsteht auf etwa 528 m ü. NHN just noch jenseits der Landesgrenze beim Gehöft Baumgries von Dischingen im baden-württembergischen Landkreis Heidenheim.
- Bauernbach, am Oberlauf Mühlbach, von rechts und Westsüdwesten auf etwa 486 m ü. NHN kurz vor der Gemeindegrenze zu Markt Bissingen, ca. 6,3 km und ca. 9,2 km². Entsteht auf etwa 559 m ü. NHN südlich von Eglingen nahe der K 3001 am Eglinger Keller.
- Sternbach, mit längerer linker Oberlauffolge Kesselbach und darüber Aufhauser Bach, von links und Westnordwesten auf etwa 480 m ü. NHN gegenüber Zoltingen, ca. 4,7 km und ca. 7,6 km². Entsteht auf etwa 530 m ü. NHN an der Kläranlage von Aufhausen.
- Köhrlesbach, von rechts und Südwesten auf etwa 478 m ü. NHN am oberen Ortsrand von Unterringingen, ca. 5,4 km und ca. 6,6 km². Entsteht auf etwa 541 m ü. NHN etwas nordöstlich unter den Drei Steinen am Lichtungsrand.
- Fohlenbach, von links und Nordwesten auf etwa 476 m ü. NHN in Unterringingen, ca. 3,9 km und ca. 6,9 km². Entsteht auf etwa 532 m ü. NHN wenig südlich von Amerdingen-Bollstadt an der Kreisstraße DON 7 nach Amerdingen.
Nach dem nächsten Dorf Diemantstein durchzieht die Kessel auf anfangs nordöstlichem Kurs in Talschlingen, dann auf recht geradem südöstlichem das Landschaftsschutzgebiet Oberes Kesseltal bis zum Dorf Göllingen von Markt Bissingen. Im nördlichen Bereich ihres aus diesen Richtungswechsel gebildeten großens Linksbogens durchläuft sie ein kurzes Stück auf dem Gemeindegebiet von Mönchsdeggingen wieder im Landkreis Donau-Ries.
- (Abfluss des Prälatenweihers), von links und Westnordwesten auf etwa 446 m ü. NHN im Kirchdorf Untermagerbein von Mönchsdeggingen, ca. 2,2 km und ca. 3,3 km². Der ca. 0,8 ha große  Prälatenweiher liegt auf etwa 495 m ü. NHN im Wald westlich von Untermagerbein, es nimmt einige unter 0,4 km lange Hangzuflüsse auf.
- Renngraben, von links und Nordosten auf etwa 441 m ü. NHN am Ortsende von Untermagerbein, ca. 2,2 km und ca. 2,3 km². Entsteht auf etwa 543 m ü. NHN im Lachholz.
- Wildbach, von rechts und Südwesten auf etwa 428 m ü. NHN an der Neutenmühle von Bissingen, ca. 4,1 km und ca. 6,9 km². Entsteht auf etwa 533 m ü. NHN nordöstlich von Oberliezheim im Wald.
- Sinnenbach, von rechts und Südwesten auf etwa 423 m ü. NHN zwischen Bissingen und Unterbissingen, ca. 3,5 km und ca. 3,6 km². Entsteht auf etwa 538 m ü. NHN östlich von Oberliezheim.
- Bayerbach, von rechts und Südsüdwesten auf etwa 421 m ü. NHN über einen Auengraben nach Durchqueren von Unterbissingen, ca. 1,4 km und ca. 1,5 km². Entsteht auf etwa 474 m ü. NHN am Waldrand im Süden von Unterbissingen.
- Hahnenbach, von links und Nordnordosten auf etwa 418 m ü. NHN in Kesselostheim, ca. 6,5 km und ca. 19,6 km². Entsteht auf etwa 484 m ü. NHN südsüdwestlich von Mauren.
Unterhalb des Ortes wechselt die Kessel auf nunmehr östlichem bis südöstlichem Lauf auf das Gemeindegebiet von Tapfheim über.
- Zwergbach, von links und Norden auf etwa 414 m ü. NHN in Oppertshofen
- Buchgraben, am Ober- und Mittellauf Rannenberggraben, von rechts und Westen in Brachstadt
- Dorfwiesenbach, von rechts und Westsüdwesten nach Brachstadt
- Zeisbach, von links und Nordosten
- Hinterer Ehrenbach, von rechts und Westsüdwesten
- Schmiedbach, von links und Nordosten gegenüber der Bergmühle
- Vorderer Ehrenbach, von rechts und Westen am Südrand der Bergmühle
- Reichenbach, von rechts und Westen auf etwa 402 m ü. NHN am linken Donau-Damm in Donaumünster, 10,5 km und 34,1 km². Entsteht auf etwa 532 m ü. NHN etwa 2,0 km westnordwestlich des Gehöfts Dettenhart der Gemeinde Schwenningen im Wald.
Von diesem Zufluss an läuft die Kessel in geringem Abstand links zur Donau parallel nach Ostnordosten und entwässert dabei zwei alte Donauschlingen mit anliegenden alten Baggerseen, darunter schon ganz auf Donauwörther Gemarkung die als Badeseen dienenden Riedlinger Seen.

Mündung der Kessel von links und nach insgesamt etwa ostsüdöstlichem Lauf unterhalb der Donaustaustufe Donauwörth und der Donaubrücke der B 16 auf etwa 398 m ü. NHN am Flugplatz am Südrand von Donauwörth in die Donau. Die Kessel ist 40,9 km lang und hat ein Einzugsgebiet von 174,6 km².

## Geschichte

### Name
Der Fluss wurde im Jahr 1283 (Chessel) erstmals urkundlich erwähnt. Vermutlich wurde der Name des Geländes (Tal-)Kessel auf das Gewässer übertragen.

### Alter Verlauf
Bis zur Korrektur der dort vorzeiten in sehr weiten Schlingen durchs Donauried ziehenden Donau mündete die Kessel in diese nach etwa fünf Kilometer kürzerem Lauf schon wenig unterhalb von Erlingshofen (Lage).
Im Rahmen der Donauregulierung im 19. Jahrhundert wurde der Verlauf durch eine alte Schlinge der Donau verlängert und die Mündung in die Donau um etwa 1,5 Kilometer flussabwärts verschoben.(Lage)
Mit weiteren Hochwasserschutzmaßnahmen der Donau wurde die Kseel durch eine völlig neu gezogenen Trasse dicht neben der begradigten Donau verlängert. Dort zieht sich dem Kessellauf entlang meist wenigstens auf einer Seite ein Hochwasserdamm.

### Wasserverschmutzung 2006

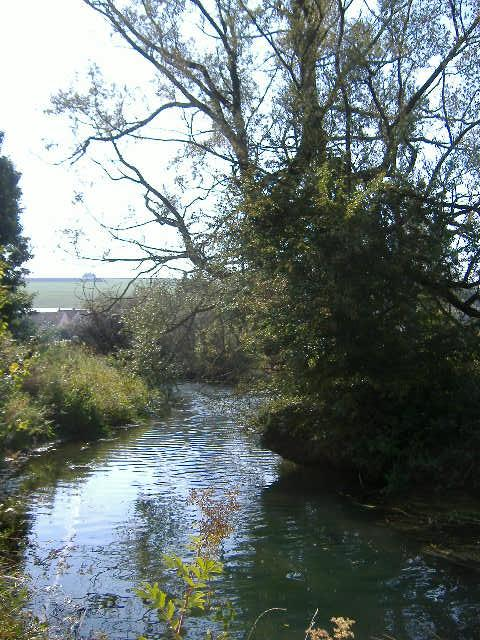
Die Kessel bei Bissingen

Am 14. Juli 2006 gelangten ungefähr 100 Kubikmeter Gülle in den Fluss. Grund war eine Biogasanlage in Eglingen (Dischingen), die nicht sachgemäß benutzt wurde. Viele Fische starben, und das Wasser wurde mindestens bis Thalheim verseucht.

### BayernAtlas („BA“)
Amtliche Online-Gewässerkarte mit passendem Ausschnitt und den hier benutzten Layern: Lauf und Einzugsgebiet der Kessel

Allgemeiner Einstieg ohne Voreinstellungen und Layer: BayernAtlas der Bayerischen Staatsregierung (Hinweise)
1. 1 2 3  Höhe abgefragt auf dem Hintergrundlayer Amtliche Karte (Rechtsklick).
2. ↑  Höhe nach schwarzer Beschriftung auf dem Hintergrundlayer Amtliche Karte.
3. ↑  Länge abgemessen auf dem Hintergrundlayer Amtliche Karte.
4. ↑  Seefläche abgemessen auf dem Hintergrundlayer Amtliche Karte.
5. ↑  Einzugsgebiet abgemessen auf dem Hintergrundlayer Amtliche Karte.
6. ↑  Uraufnahmeblätter
7. ↑  Topographische Karte 1:25 000 1910/1920 im Bayernatlas

### Gewässerverzeichnis Bayern („GV“)
1. ↑  Länge nach: Verzeichnis der Bach- und Flussgebiete in Bayern – Flussgebiet Donau von Quelle bis Lech, Seite 65 des Bayerischen Landesamtes für Umwelt, Stand 2016 (PDF; 2,3 MB)
2. ↑  Einzugsgebiet nach: Verzeichnis der Bach- und Flussgebiete in Bayern – Flussgebiet Donau von Quelle bis Lech, Seite 65 des Bayerischen Landesamtes für Umwelt, Stand 2016 (PDF; 2,3 MB)

### Sonstige
1. ↑  Ralph Jätzold: Geographische Landesaufnahme: Die naturräumlichen Einheiten auf Blatt 172 Nördlingen. Bundesanstalt für Landeskunde, Bad Godesberg 1962. → Online-Karte (PDF; 3,9 MB)
2. ↑  Albrecht Greule: Deutsches Gewässernamenbuch. Walter de Gruyter, Berlin / Boston 2014, ISBN 978-3-11-057891-1, S. 267, „Kessel, die“ (Auszug in der Google-Buchsuche).